# Xã Vassar, Michigan
Xã Vassar (tiếng Anh: Vassar Township) là một xã thuộc quận Tuscola, tiểu bang Michigan, Hoa Kỳ. Năm 2010, dân số của xã này là 4.093 người.